# Estación Choapa
Choapa fue una estación correspondiente al Longitudinal Norte ubicada en la comuna de Illapel, en la Región de Coquimbo, Chile. Originalmente parte de un ramal que conectaba a las localidades de Los Vilos e Illapel, esta estación luego fue cabecera de los trayectos costa e interior del Longitudinal Norte. Actualmente se halla cerrada y sin operaciones.

## Historia
La estación Choapa surge a partir de la planificación y posterior construcción del ferrocarril Los Vilos-Choapa en 1889 y finalizando en 1898.
Sin embargo, debido a la expansión del longitudinal hacia el norte a partir del incentivo político nacional, en 1909 se construyen extensiones desde esta estación hacia la estación Illapel y en otra dirección hacia la estación Limáhuida.
En 1965 se decreta una ley que autorizó a la Empresa de los Ferrocarriles del Estado a transferir a sus actuales ocupantes, los terrenos y viviendas ubicados en la Estación Choapa. El 24 de septiembre de 1985 se autoriza el levante del ramal Choapa-Salamanca.
La estación fue suprimida mediante decreto del 28 de julio de 1978. Actualmente la estación se halla en ruinas y la línea se halla clausurada.